# 통 속의 뇌

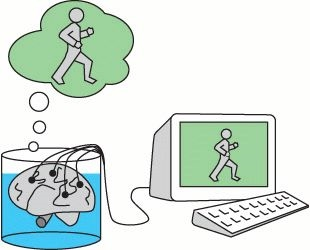
통속의 뇌 시나리오. 그림속의 남자는 자신이 걷고 있다고 믿으나, 사실 그것은 컴퓨터로 인해 주어지는 전기적 자극에 불과하다.

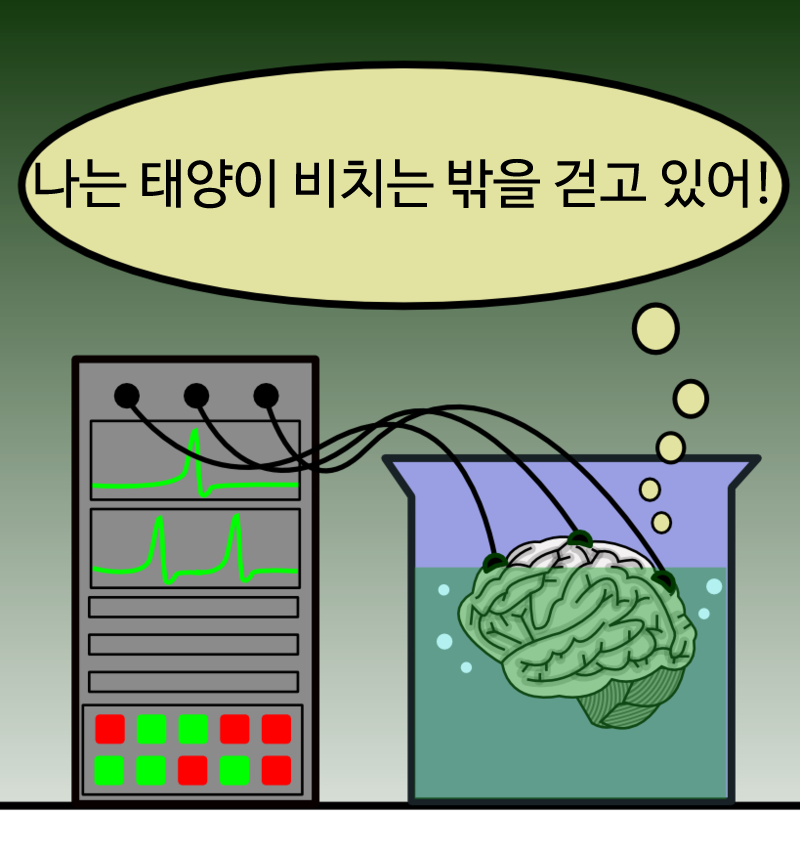
뇌는 컴퓨터가 보내는 신호가 실제로 벌어지는 상황이라고 믿는다

통 속의 뇌(영어: brain in a vat, BIV, brain in a jar, BIJ)는 생각실험에 사용되는 구성요소 중 하나로,일반적인 회의론과 데카르트의 회의론을 설명하는 데에 주로 쓰이는 이론이다. 이에 대한 논2는 최근 몇 십년간 철학자들 사이에서 이루어졌고, 특히 데카르트의 속임수를 잘 쓰는 악마 이론과 관련이 있다. 여러 공상 과학 소설 속에서 이 이론을 다루고 있는데, 이는 한 과학자가 사람의 뇌를 사람의 몸에서 분리한 후 그것이 기능을 유지할 수 있게 하는 액체로 가득 찬 통에다 넣고, 뇌의 뉴런들을 전선들에 연결해서 뇌가 일반적으로 받아들이는 것과 동일한 전자 신호를 보내는 슈퍼컴퓨터에 연결한다는 생각에서 나오게 되었다. 이것에 대해 다루고 있는 공상과학소설들은 슈퍼컴퓨터가 뇌에게 현실과 동일한 신호들을 보내면, 뇌만 존재하고 있는 그 사람은 실제로 존재하는 어떤 물체나 사건과 직접적으로 접촉하지 않고서도 그가 접촉한다고 느끼게 될 것이라고 말한다. 따라서 통 속에 담긴 뇌는 자신이 진짜 사람인지 통 속에 담긴 뇌인지 확신을 할 수 없고, 그가 외부세계에 대해 믿고있는 모든 것들이 거짓일지 아닐지도 알 수가 없다. 이 이론은 아래의 3단 논법에 의해 증명될 수가 있다.
1. 내가 실재하는 세계에 대해 알고 있다면, 나는 통 속의 뇌가 아니다.
2. 나는 내가 통 속의 뇌가 아닌지 알지 못한다.
3. 그러므로, 나는 실재하는 세계를 모른다.

흔히, 르네 데카르트의 방법론적 회의에서 악마의 가설의 현대적 버전이라고 보기도 한다.

## 논란
이 이론에 대한 논란도 존재하는데, 철학자인 힐러리 퍼트넘은 그의 반 회의주의적인 생각을 통 속의 뇌 이론을 반박하면서 드러내었다. 그는 반박을 하기 위해 특별한 버전의 통 속의 이론을 만들어내었다. 그것에 대해 설명하자면, 그는 어떤 미친 과학자가 뇌를 분리해서 통속에 담기 시작한 것이 아니고 어느 순간을 기점으로 하여 그 이후 모든 사람들은 뇌만 남아서 통 속에 담긴 상태가 되어있고, 세상에 존재하는 물건들은 오직 통 속에 담긴 뇌, 통, 그리고 슈퍼컴퓨터들이 있는 실험실이라고 가정하였다. 퍼트넘은 이 버전의 이론에서 자신이 통 속에 담긴 뇌가 아니라고 말할 수 있다고 주장하는데, 그의 주장은 지시와 진리에 대한 의미론적 고찰을 배경으로 한다.
그는 화성에 나무가 존재하지 않고 화성인들이 우연히 나무를 닮은 것을 보게 되어 머릿 속에 나무에 대한 이미지를 가지게 되었다고 가정해 보았다. 여기서 푸트남은 화성인이 생각하는 것은 나무라고 할 수가 없다고 말했는데, 그 이유는 그 이미지와 실제 나무 사이에 아무런 인과관계의 연관성이 없다는 것이다. 따라서 그는 어떤 사람이 통 속의 뇌라고 본다면, 뇌만 존재하는 그 사람이 생각하는 나무의 이미지는 진짜로 나무라고 할 수가 없는 것이라고 말한다.

### 퍼트넘의 반박
진짜 통 속의 뇌는 통 속의 뇌를 경험 할 수 없다. 그저 전기신호 8번같은 것이 입력되어서 "통속의 뇌인가?" 하는 생각을 들게 하는 것 뿐이다. 그러니까 애초에 진짜 통 속의 뇌가 자신이 통 속의 뇌인지 의심하는 건 불가능하다. 진짜 통 속의 뇌는 전기신호 8번에 대해 생각하는 것일 뿐이다.

퍼트넘은 이렇게 이야기한다. 그러나 이 반박의 문제는, 우리가 '통 속의 뇌가 되기 전'에 통 속의 뇌를 몰라야 이 반박이 성립한다는 것이다. 만일 통 속의 뇌라는 개념을 알고있는 A가 어제까지 멀쩡히 살다가 갑자기 납치되어 통 속 뇌가 되고, 전기신호 8번을 받아 '통속의 뇌가 되었나?'라고 생각을 한다면 통 속의 뇌라는 개념을 알고 있는 상태이기 때문에 자신이 "통 속의 뇌인가?"라는 의심을 할 수 있는 것이다.
이 반박을 요약하면 다음과 같이 요약할 수 있다.
1. 자폐증을 갖고 태어난 사람은 배고픔과 같은 욕구를 알지 못한다.
2. 때문에 배고픔이라는 감각을 느끼더라도 이해하지 못한다.
3. 그러므로 배고픔과 관련된 알고리즘이 불가능하다.

즉, 퍼트넘은 이것과 동일한 알고리즘으로, "내가 통 속의 뇌인가?" (즉, "내가 지금 배고픈 건가?") 라는 것을 의심할 수 있는 것 자체가 맥락상 이해한 것이 되므로, 결국 그것 자체로 당신이 통 속의 뇌가 아니라는 걸 반증하고 있는 것이라는 것이다. 즉 전기신호 8번을 받은 사람의 생각은 '전기신호 8번'일 뿐, '나는 지금 통 속에 뇌만 잠겨있고 전기자극을 받는 상태인건가?'라고 인지, 이해하는 것이 아니라고 말한다.

### 인식론적 비판
인식론적으로 인식의 목적은 "가장 실재에 가까운 세계상을 획득" 하는 것이다. 따라서, 이미 정당화 되는 믿음 (나는 통속의 뇌가 아니며, 현실세계에 독립적으로 실재하는 인간이다) 을 논파하기 위해서는, 해당 명제 (나는 통속의 뇌이다) 가 나는 통속의 뇌가 아니며, 현실세계에 독립적으로 실재하는 인간이다라는 명제를 객관적으로 논파하여 정당화하여야 한다는 것이다. 즉, 입증 책임은 엄연히 주장자에게 있으며, 새로운 주장과 의혹을 제기하는 자는 반드시 현재 정당화되는 믿음을 객관적으로 논파하여야 한다는 것이다. 그렇지 않다면, 이 회의주의자의 주장은 참으로 인정되지 않으며, 인정할 이유가 없다. 왜냐하면, 나는 통속의 뇌이다라는 회의주의자들의 명제보다, 기존에 정당화된 명제인 나는 통속의 뇌가 아니며, 현실세계에 독립적으로 실재하는 인간이다라는 명제가 정당화되고 있으며, 더 설득력있는 명제이기 때문에, 앞서 나는 통속의 뇌이다라는 명제를 '참'으로 믿을 이유가 없기 때문이다.

## 같이 보기
- 회의주의
- 인식론
- 데카르트
- 가상현실(VR) & 증강현실(AR)
- 매트릭스